# ایزوتوپ‌های تنسین
عنصر تنسین عنصری مصنوعی است و فاقد ایزوتوپ پایدار است و به طبع نمی‌توان برای آن جرم اتمی استانداردی در نظر گرفت. دو ایزوتوپ شناخته شده این عنصر ۲۹۳Ts و ۲۹۴Ts است که پایدارترین آن ۲۹۴Ts با نیمه عمر ۷۸ میلی ثانیه است.

## نگارخانه

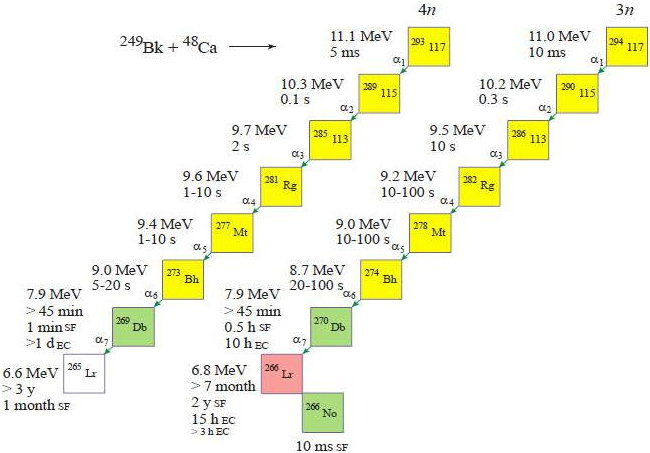

## جدول ایزوتوپ ها
| نماد  | Z(p) | N(n) | جرم ایزوتوپ (u) | نیمه عمر          | حالت واپاشی | ایزوپ‌های دختر | اسپین هسته‌ای |
| ----- | ---- | ---- | --------------- | ----------------- | ----------- | ------------- | ------------ |
| ۲۹۳Ts | ۱۱۷  | ۱۷۶  | ۲۹۳٫۲۰۸۲۴(۸۹)#  | ۱۴ (+۱۱، -۴) ms   | α           | ۲۸۹Mc         |              |
| ۲۹۴Ts | ۱۱۷  | ۱۷۷  | ۲۹۴٫۲۱۰۴6(74)#  | ۷۸ (+۳۷۰، -۳۶) ms | α           | ۲۹۰Mc         |              |